# J&P
J&P war ein börsennotierter, international tätiger Baudienstleister mit Sitz in Guernsey. Seit den 1960er Jahren war das Unternehmen international tätig, wobei der Schwerpunkt im Nahen Osten lag.

## Geschichte
Das Unternehmen ging auf eine lokale Baufirma zurück, die 1941 von George Paraskevaides und Stelios Joannou auf Zypern gegründet wurde. In den 1960er Jahren übernahm J&P erste Bauaufgaben in Libyen und expandierte ab den 1970er Jahren im Nahen Osten. Seit 1979 ist das Unternehmen auch in Südosteuropa mit Schwerpunkt in Griechenland tätig.
Die betreuten Bauaufgaben umfassten alle Bereiche des Hoch- und Tiefbaus, darunter Tunnel, Brücken, Flughäfen, Hotelanlagen, Universitäten, Militärkomplexe usw.
Ende der 2010er Jahre wurde das Unternehmen liquidiert.

## Projekte (Auswahl)
- Flughafen Maskat in Oman, 1976
- Flughafen Abu Dhabi, 1981
- King Fahd International Airport in Dammam, Saudi-Arabien, 1993
- Flughafen Athen-Eleftherios Venizelos, Griechenland, 2001
- The Pearl, Katar, 2006 (Errichtung des künstl. Eilandes und Infrastruktur)
- Doha Expressway, Katar
- Queen Alia International Airport, Amman, Jordanien, 2011